# Trenhotel
 (mai 2020).
Si vous disposez d'ouvrages ou d'articles de référence ou si vous connaissez des sites web de qualité traitant du thème abordé ici, merci de compléter l'article en donnant les références utiles à sa vérifiabilité et en les liant à la section « Notes et références ».
Trenhotel est la marque commerciale des trains de nuit exploités par Renfe Viajeros en Espagne. Elle opère également une relation vers le Portugal en coopération avec CP - Comboios de Portugal.
Assuré généralement par des rames de type Talgo, il propose des compartiments de 4 lits en classe touriste et de un ou deux lits en classe affaire ou Gran Classe (compartiment de luxe avec douche) et comporte une voiture bar. L'accès est adapté aux personnes à mobilité réduite.
La société Elipsos gérait les relations européennes vers la France, la Suisse et l'Italie.
Les services vers la Suisse et l'Italie ont été supprimés en décembre 2012. Les trains vers la France circulaient jusqu'en décembre 2013.

## Réseau
Le service est actuellement suspendu en raison de la pandémie de Covid-19.

### Relations assurées
| Services nationaux      | |
| Antonio Machado         | Barcelona-Sants · Tarragone · Cordoue · Seville-Santa Justa · Jerez de la Frontera (es) · El Puerto de Santa María · San Fernando-Bahía Sur · Cádix |
| Gibralfaro              | Rame pour Malaga : Barcelona-Sants · Tarragone · Salou · Castellón de la Plana · Valence-Nord · Almansa · Albacete · Alcázar de San Juan · Linares-Baeza· Espeluy · Andújar · Cordoue · Montilla · Puente Genil · Bobadilla · Málaga-María Zambrano                                                                       |
| Gibralfaro              | Rame pour Grenade : Barcelona-Sants · Tarragone · Salou · Castellón de la Plana · Valence-Nord · Almansa · Albacete · Alcázar de San Juan · Linares-Baeza · Grenade |
| Rías Gallegas           | Rame pour La Corogne : Madrid-Chamartín · Ávila · Medina del Campo · Zamora · La Puebla de Sanabria · La Gudiña · Ourense-Empalme · Carballiño · Lalín · Saint-Jacques-de-Compostelle · La Corogne-San Cristóbal |
| Rías Gallegas           | Rame pour Vigo : Madrid-Chamartín · Ávila · Medina del Campo · Zamora · La Puebla de Sanabria · La Gudiña · Ourense-Empalme · Ribadavia · Guillarey · O Porriño · Redondela · Pontevedra · Vigo-Urzaiz |
| Atlántico               | Madrid-Chamartín · Ávila · Medina del Campo · Valladolid-Campo Grande · Venta de Baños · Palencia · Sahagún · León · Veguellina · Astorga · Ponferrada · O Barco de Valdeorras · A Rua-Petin · San Clodio-Quiroga · Monforte de Lemos · Sarria · Lugo · Curtis · Betanzos-Infesta · Betanzos-Cidade · Pontedeume · Ferrol |
| Services internationaux | |
| Lusitania               | Madrid-Chamartín · Ávila · Medina del Campo · Salamanca · Coimbra · Entroncamento · Lisbonne-Oriente · Lisbonne-Santa Apolónia |
| Sud-Express             | Hendaye · Irun · Donostia-San Sebastián · Vitoria-Gasteiz · Miranda de Ebro · Burgos · Valladolid · Medina del Campo · Salamanca · Coimbra · Entroncamento · Lisbonne-Oriente · Lisbonne-Santa Apolónia |

### Relations abandonnées
| Services internationaux abandonnés | |
| Francisco de Goya                  | Madrid-Chamartín · Ávila · Medina del Campo · Valladolid-Campo Grande · Burgos · Vitoria · Poitiers · Blois · Orléans · Paris-Austerlitz |
| Pau Casals                         | Barcelona-França · Girona · Figueras · Perpignan · Genève · Lausanne · Fribourg · Berne · Zurich                                         |
| Salvador Dalí                      | Barcelona-França · Girona · Figueras · Perpignan · Turin · Milan                                                                         |
| Joan Miró                          | Barcelona-França · Girona · Figueras · Limoges · Orléans · Paris-Austerlitz                                                              |